# هری سالتزمن
هری سالتزمن (انگلیسی: Harry Saltzman؛ ‏ ۲۷ اکتبر ۱۹۱۵ – ۲۸ سپتامبر ۱۹۹۴) تهیه‌کننده فیلم و فیلم‌نامه‌نویس یهودی اهل کانادا بود. وی بین سال‌های ۱۹۵۶ تا ۱۹۹۴ میلادی فعالیت می‌کرد.
شهرت او به واسطهٔ تهیه‌کنندگی برخی فیلم‌های جیمز باند به همراه آلبرت آر. براکلی بود. او بیشتر عمر خود را در دِنهام واقع در باکینگهام‌شر انگلستان گذراند.
از فیلم‌ها یا مجموعه‌های تلویزیونی که وی در آن‌ها نقش داشته است، می‌توان به دکتر نو، از روسیه با عشق، گلدفینگر، گلوله آتشین، فقط دو بار زندگی می‌کنید، در خدمت سرویس مخفی ملکه، الماس‌ها همیشگی‌اند، مردی با طپانچه طلایی، شنبه‌شب و صبح یکشنبه، هنرمند، پرونده ایپکرس، ناقوس‌های نیمه‌شب، یک دنیای تازه، خاکسپاری در برلین، مغز بیلیون دلاری، بازی کثیف، نبرد بریتانیا و دوران کولی‌ها اشاره نمود.